# Евагорас Вріонідіс
Евагорас Вріонідес (8 листопада 1965) — кіпрський дипломат. Надзвичайний і Повноважний Посол Республіки Кіпр в Україні.

## Біографія
Народився 8 листопада 1965 року. Закінчив Економічний ліцей (1983), Нікозія; вивчав маркетинг та економіку в Університеті Фарлей Дікінсон США, бакалавр (1989); закінчив магістратуру з Управління бізнесом (MBA) в Університеті Фарлей Дікінсон США (Fairleigh Dickinson University) (1992).
У 1994–1996 — різні керівні посади на ділових підприємствах Кіпру.
У 1996–1997 — аташе в Департаменті Державного Протоколу, Міністерство закордонних справ Республіки Кіпр, Нікозія, Кіпр.
У 1997–1999 — консул, перший секретар Посольства Республіки Кіпр в Мехіко, Мексика.
У 1999–2003 — консул, перший секретар Посольства Республіки Кіпр в Лісабоні, Португалія.
У 2003–2006 — Генеральний консул Республіки Кіпр в Торонто, Канада.
У 2006–2007 — заступник директора, Департамент з вирішення Кіпрського питання та европейсько-турецьких відносин, Міністерство закордонних справ Республіки Кіпр, Нікозія, Кіпр.
У 2007–2009 — заступник директора, Департамент Консульської служби та Шенгена, Міністерство закордонних справ Республіки Кіпр.
У 2009–2011 — Тимчасовий Повірений у справах Республіки Кіпр в Києві, Україна.
З 2011-2013 — Надзвичайний і Повноважний Посол Кіпру в Києві, Україна.
14 червня 2011 року Надзвичайний і Повноважний Посол Республіки Кіпр в Україні, з резиденцією у місті Києві, вручив вірчі грамоти Президенту України